# IAI Searcher
IAI Searcher (v hebrejštině známý jako מרומית, Mejromit, tj. doslova „rybák bahenní“, či v Izraeli oficiálně jako חוגלה, Chugla, tj. „Orebice“) je průzkumný bezpilotní letoun (UAV), vyvinutý v 80. letech 20. století v Izraeli. V 90. letech nahradil bezpilotní letouny IMI Mastiff a IAI Scout do té doby sloužící v izraelské armádě.
Vzhled tohoto UAV je téměř identický s typy Scout a Pioneer, avšak velikostně je větší, a to zhruba dvakrát v porovnání se Scoutem. Je poháněn 35 kW (47 hp) pístovým motorem. Není vyspělejší pouze novější avionikou, senzorovými systémy a větší vytrvalostí, ale rovněž též zvýšenou redundancí pro lepší přežití. Mimo Izrael jej provozují armády Thajska, Turecka a Jižní Koreje.
Více než 100 letounů IAI Searcher druhé generace je ve výzbroji Indického vojenského letectva. V roce 2002 bylo jedno UAV sestřeleno hluboko nad pákistánským územím letounem F-16 Pákistánského letectva. V květnu 2010 bylo jiné indické UAV zničeno, když ztratilo kontakt s operátorem na základně a nezvládlo přistání. Typ Searcher II byl rovněž prodán Singapuru. V Rusku je vyráběna licenční kopie Searcheru II pod označením Forpost, a vznikla zde i modernizovaná a upravená verze Forpost-R, která může nést ofenzívní výzbroj proti pozemním cílům.

## Specifikace (Searcher II)

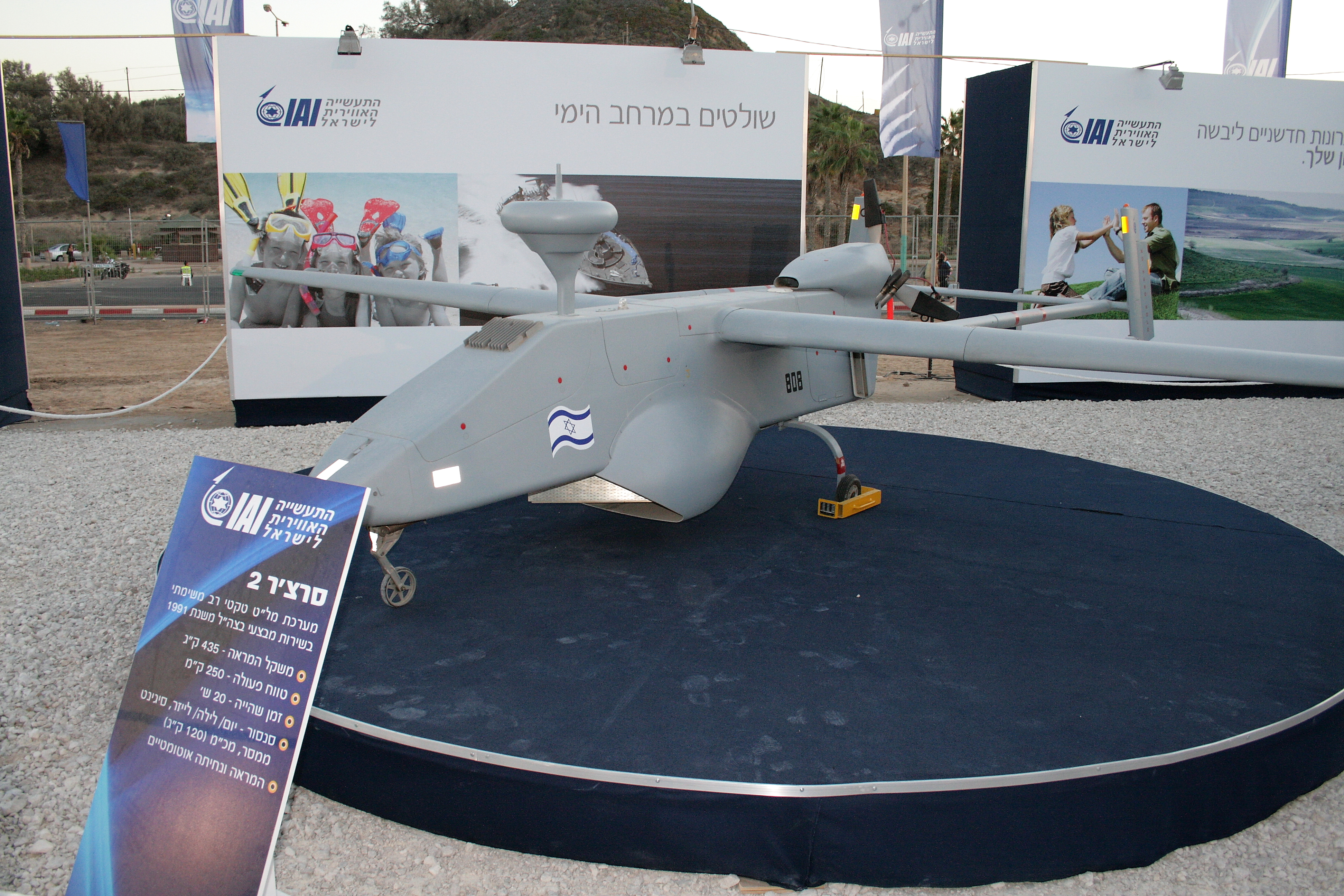
IAI Searcher II

Údaje dle

### Technické údaje
- Osádka: 0
- Užitečný náklad: 100 kg
- Rozpětí: 8,55 m
- Délka: 5,85 m
- Výška: 1,25 m
- Maximální vzletová hmotnost: 476 kg
- Pohonná jednotka: 1 × Wankelův motor UEL AR682
- Výkon pohonné jednotky: 55,9 kW (75 hp)

### Výkony
- Maximální rychlost: 200 km/h
- Dostup: 6 100 m
- Dolet: 200 km
- Vytrvalost: 15 h